# District fédéral de la Volga
Le district fédéral de la Volga ou district fédéral de Privoljié (en russe : Приволжский федеральный округ, Privoljski federalny okroug) est l'un des huit districts fédéraux de Russie. Il constitue la partie sud-est de la Russie européenne. Son centre administratif est Nijni Novgorod. Il porte le nom du plus grand fleuve d'Europe, la Volga.

## Caractéristiques
Le district fédéral de la Volga s'étend sur 1 036 975 km2 (7 % du territoire fédéral).

### Indice de fécondité
| Année | Fécondité | Fécondité urbaine | Fécondité rurale |
| ----- | --------- | ----------------- | ---------------- |
| 1990  | 1,97      | 1,75              | 2,72             |
| 1991  | 1,80      | 1,57              | 2,58             |
| 1992  | 1,63      | 1,41              | 2,36             |
| 1993  | 1,45      | 1,26              | 2,06             |
| 1994  | 1,45      | 1,27              | 2,01             |
| 1995  | 1,37      | 1,20              | 1,88             |
| 1996  | 1,30      | 1,15              | 1,78             |
| 1997  | 1,26      | 1,11              | 1,71             |
| 1998  | 1,28      | 1,14              | 1,73             |
| 1999  | 1,21      | 1,08              | 1,61             |
| 2000  | 1,23      | 1,10              | 1,63             |
| 2001  | 1,24      | 1,13              | 1,62             |
| 2002  | 1,31      | 1,20              | 1,69             |
| 2003  | 1,34      | 1,23              | 1,70             |
| 2004  | 1,35      | 1,25              | 1,67             |
| 2005  | 1,28      | 1,19              | 1,59             |
| 2006  | 1,30      | 1,20              | 1,61             |
| 2007  | 1,42      | 1,29              | 1,84             |
| 2008  | 1,51      | 1,36              | 1,93             |
| 2009  | 1,54      | 1,40              | 1,96             |
| 2010  | 1,58      | 1,44              | 2,00             |
| 2011  | 1,59      | 1,45              | 2,06             |
| 2012  | 1,72      | 1,56              | 2,27             |
| 2013  | 1,75      | 1,58              | 2,36             |
| 2014  | 1,79      | 1,60              | 2,46             |
| 2015  | 1,82      | 1,71              | 2,21             |
| 2016  | 1,79      | 1,69              | 2,12             |
| 2017  | 1,60      | 1,49              | 1,98             |
| 2018  | 1,56      |                   |                  |
| 2019  | 1,45      |                   |                  |

### Structure par âge en 2010
| Total    | Total     | Total    |
| 0-14 ans | 15-64 ans | + 65 ans |
| -------- | --------- | -------- |
| 15,1 %   | 72,3 %    | 13,0 %   |
| Urbain   |           |          |
| 0-14 ans | 15-64 ans | + 65 ans |
| 14,4 %   | 73,2 %    | 12,4 %   |
| Rural    |           |          |
| 0-14 ans | 15-64 ans | + 65 ans |
| 16,5 %   | 68,6 %    | 14,9 %   |

### Âge médian en 2010
| Total    | Total  | Total  |
| Ensemble | Hommes | Femmes |
| -------- | ------ | ------ |
| 38,7     | 35,5   | 41,8   |
| Urbain   |        |        |
| Ensemble | Hommes | Femmes |
| 37,9     | 34,7   | 41,1   |
| Rural    |        |        |
| Ensemble | Hommes | Femmes |
| 40,5     | 37,5   | 43,5   |

## Subdivisions
Le district fédéral de la Volga est composé des sujets fédéraux suivants (la capitale de chaque sujet est indiquée dans la dernière colonne) :
| Carte du district fédéral de la Volga présentant le découpage en sujets fédéraux | 1  | Drapeau de la république de Bachkirie   | République de Bachkirie   | Oufa           |
| Carte du district fédéral de la Volga présentant le découpage en sujets fédéraux | 2  | Drapeau de l'oblast de Kirov            | Oblast de Kirov           | Kirov          |
| Carte du district fédéral de la Volga présentant le découpage en sujets fédéraux | 3  | Drapeau de la république des Maris      | République des Maris      | Iochkar-Ola    |
| Carte du district fédéral de la Volga présentant le découpage en sujets fédéraux | 4  | Drapeau de la république de Mordovie    | République de Mordovie    | Saransk        |
| Carte du district fédéral de la Volga présentant le découpage en sujets fédéraux | 5  | Drapeau de l'oblast de Nijni Novgorod   | Oblast de Nijni Novgorod  | Nijni Novgorod |
| Carte du district fédéral de la Volga présentant le découpage en sujets fédéraux | 6  | Drapeau de l'oblast d'Orenbourg         | Oblast d'Orenbourg        | Orenbourg      |
| Carte du district fédéral de la Volga présentant le découpage en sujets fédéraux | 7  | Drapeau de l'oblast de Penza            | Oblast de Penza           | Penza          |
| Carte du district fédéral de la Volga présentant le découpage en sujets fédéraux | 8  | Drapeau du kraï de Perm                 | Kraï de Perm              | Perm           |
| Carte du district fédéral de la Volga présentant le découpage en sujets fédéraux | 9  | Drapeau de l'oblast de Samara           | Oblast de Samara          | Samara         |
| Carte du district fédéral de la Volga présentant le découpage en sujets fédéraux | 10 | Drapeau de l'oblast de Saratov          | Oblast de Saratov         | Saratov        |
| Carte du district fédéral de la Volga présentant le découpage en sujets fédéraux | 11 | Drapeau de la république du Tatarstan   | République du Tatarstan   | Kazan          |
| Carte du district fédéral de la Volga présentant le découpage en sujets fédéraux | 12 | Drapeau de la république d'Oudmourtie   | République d'Oudmourtie   | Ijevsk         |
| Carte du district fédéral de la Volga présentant le découpage en sujets fédéraux | 13 | Drapeau de l'oblast d'Oulianovsk        | Oblast d'Oulianovsk       | Oulianovsk     |
| Carte du district fédéral de la Volga présentant le découpage en sujets fédéraux | 14 | Drapeau de la république de Tchouvachie | République de Tchouvachie | Tcheboksary    |

## Principales villes
| 1  | Kazan              | 1 308 660 |
| 2  | Nijni Novgorod     | 1 249 861 |
| 3  | Samara             | 1 173 299 |
| 4  | Oufa               | 1 144 809 |
| 5  | Perm               | 1 034 002 |
| 6  | Saratov            | 901 361   |
| 7  | Togliatti          | 684 709   |
| 8  | Ijevsk             | 623 472   |
| 9  | Oulianovsk         | 617 352   |
| 10 | Naberejnye Tchelny | 548 434   |